# Atlantihyla
Atlantihyla – rodzaj płazów bezogonowych z podrodziny Hylinae w obrębie rodziny  rzekotkowatych (Hylidae).

## Zasięg występowania
Rodzaj obejmuje gatunki występujące na atlantyckich zboczach Gwatemali i Hondurasu.

## Systematyka
Rodzaj zdefiniował w 2018 roku międzynarodowy zespół herpetologów (Argentyńczycy Julián Faivovich, Martin O. Pereyra, Maria Celeste Luna i Boris L. Blotto, Niemcy Andreas Hertz i Gunther Köhler, Gwatemalczyk Carlos R. Vásquez-Almazán, Amerykanie James R. McCranie, Diego E.A. Sanchez, Jonathan A. Campbell, Darrel Frost i Ward C. Wheeler, Brazylijczycy Délio Baêta, Katyuscia Araujo-Vieira i Célio Fernando Baptista Haddad oraz Kostarykanin Brian Kubicki) w artykule poświęconym monofiletyczności i pokrewieństwom kilku rodzajów z plemienia Hylini, wraz z komentarzami na temat ostatnich zmian taksonomicznych u rzekotkowatych, opublikowanym w czasopiśmie South American Journal of Herpetology. Gatunkiem typowym jest (oryginalne oznaczenie) A. spinipollex.

### Etymologia
Atlantihyla: Atlantis (Atlantyda), w mitologii greckiej zaginiona wyspa, tradycyjnie położona na Oceanie Atlantyckim; rodzaj Hyla Laurenti, 1768.

### Podział systematyczny
Do rodzaju należą następujące gatunki:
- Atlantihyla melissa Townsend, Herrera-B., Hofmann, Luque-Montes, Ross, Dudek, Krygeris, Duchamp & Wilson, 2020
- Atlantihyla panchoi (Duellman & Campbell, 1982)
- Atlantihyla spinipollex (Schmidt, 1936)